# Hyamia trilineata
Hyamia trilineata là một loài bướm đêm trong họ Noctuidae.